# Édouard Mesguen
Édouard Gabriel Mesguen, né le 28 novembre 1880 à Plouescat et mort le 4 août 1956 à Poitiers, est un prélat français qui fut évêque de Poitiers de 1933 à 1956.

## Biographie
Édouard Mesguen naît à Plouescat dans une famille bretonne modeste et fort pieuse qui déménage ensuite à Saint-Pol-de-Léon. Il fait ses études secondaires au collège de Saint-Pol-de-Léon, comme interne, puis au grand séminaire de Quimper. Il est ordonné prêtre le 25 juillet 1905 par François-Virgile Dubillard pour le diocèse de Quimper. Traumatisé par l'anticléricalisme de la Troisième République et l'expulsion des congrégations, le peuple catholique du diocèse de Quimper s'ouvre à la question de l'instruction. De plus c'est un diocèse qui donne encore beaucoup de vocations pour les missions. Le jeune abbé Mesguen est nommé professeur d’histoire à l’école Saint-Yves de Quimper, puis en 1914 professeur d'histoire au collège de Lesneven ; mais il est bientôt appelé au front en tant que soldat infirmier. Fort de cette expérience, il fera partie toute sa vie de cette génération de prêtres résolument patriotes qui s'efforcera de faire taire les rancœurs politiques réciproques. Après la démobilisation, il prépare une licence d'histoire à l'institut catholique de Paris, où il est l'élève du futur cardinal Baudrillart, et obtient son diplôme en Sorbonne. En 1920, il devient supérieur de l’institution Notre-Dame-du-Creisker de Saint-Pol-de-Léon. Il la quitte en 1932 pour assumer la charge de curé-archiprêtre de la paroisse Saint-Corentin de Quimper, entre-temps il est nommé par Adolphe Duparc chanoine honoraire de la cathédrale en 1923, puis chanoine titulaire en 1933.
Il est nommé par Pie XI évêque de Poitiers le 7 décembre 1933 et il est consacré en la cathédrale de Quimper le 22 février 1934 par Duparc, évêque de Quimper. À son installation, il consacre son épiscopat à la Vierge des Clefs. Il n'a de cesse dans un diocèse où les vocations sont en forte croissance de porter assistance à ses prêtres tant spirituelle que physique (construction d'une maison de retraite, aménagement du séminaire), d'ouvrir de nouvelles écoles libres et de faire construire de nouvelles églises. Il est aussi préoccupé par la question sociale. 
À partir de 1948, sentant venir la maladie, il a comme évêque coadjuteur Henri Vion qui lui succède à sa mort, le 4 août 1956. L'éloge funèbre de Mesguen est prononcé le 8 août suivant par Joseph-Charles Lefèbvre, archevêque de Bourges, que Mesguen avait consacré évêque en 1938. Il est enterré à la crypte de la cathédrale de Poitiers.

## Distinction
- Chevalier de la Légion d'honneur (8 aout 1939)[4]

## Blason
D'azur aux initiales de la Vierge d'argent en chef, accostées de deux clefs adossées d'or, posées en pal, la poignée en bas et à la champagne d'argent. Sa devise est : Albae ad messem.

## Publications
- Trois cents ans, Les Ursulines de Saint-Pol de Léon, in-8e 240 pages, Brest, Presse Libérale, 1929[6].
- Lettres pastorales, dont en 1929 « La dévotion à la Très Sainte Vierge Bretagne et Poitou », en 1940 « Deux amours : l'Église et la France », en 1944 « La Sainte Hiérarchie de l'Église catholique », etc.